# 裴春亮
裴春亮（1970年—），河南辉县人，汉族，中华人民共和国政治人物、第十一届至第十四届全国人民代表大会河南地区代表。

## 生平
毕业于长江商学院工商管理专业。加入中国共产党。担任河南省辉县市张村乡裴寨村村委会主任。2008年起担任全国人大代表。2013年，担任全国人大代表。2018年2月24日，当选为第十三届全国人大代表。2023年2月24日，当选为第十四届全国人大代表。
2024年9月28日，裴春亮因涉嫌违纪问题，被罢免第十四届全国人民代表大会代表职务。